# Mật mã của Beale

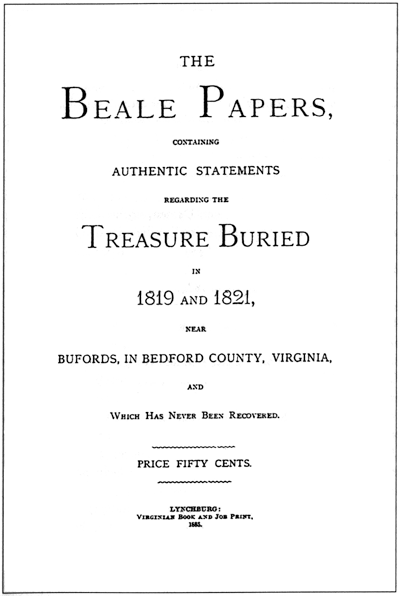
Bìa cuốn Những giấy tờ của Beale

Mật mã của Beale (hay Những giấy tờ của Beale) là bộ ba mật mã, mà một trong số đó được cho là định vị địa điểm chôn cất một kho báu gồm vàng, bạc và đồ trang sức, có giá trị ước toán lên tới hơn 43 triệu đô la Mỹ vào thời điểm tháng 1 năm 2018. Chúng bao gồm ba bản mã, trong đó, bản mã đầu tiên (chưa được giải mã) mô tả vị trí kho báu, bản mã thứ hai (đã được giải mã) mô tả lượng kho báu, và bản mã thứ ba (chưa được giải mã) liệt kê tên chủ sở hữu kho báu cùng người thân của họ.
Câu chuyện về bộ ba mật mã này bắt nguồn từ cuốn sách nhỏ năm 1885, kể chi tiết về một kho báu được chôn cất tại một địa điểm bí mật ở quận Bedford, Virginia, bởi một người đàn ông tên Thomas J. Beale vào những năm 1820. Beale đã giao chiếc hộp chứa các tin nhắn mã hóa cho một chủ quán trọ địa phương tên là Robert Morriss rồi biến mất, và không bao giờ quay trở lại. Theo như câu chuyện, người chủ quán trọ mở chiếc hộp sau 23 năm và nhiều thập kỷ sau thì giao lại các bản mã cho một người bạn trước khi qua đời. Người bạn lại dành hai mươi năm tiếp theo để cố gắng thám mã các tin nhắn, nhưng chỉ có thể giải thành công một trong số chúng và biết được về chi tiết kho báu cũng như địa điểm chôn cất phỏng chừng. Người đàn ông giấu tên này đã xuất bản cả ba bản mã trong một cuốn sách nhỏ được rao bán vào những năm 1880.
Từ khi cuốn sách nhỏ kể trên ra đời, đã có một vài nỗ lực tìm cách giải nốt hai bản mã còn lại, hòng xác định chính xác vị trí kho báu, nhưng tất cả đều thất bại.
Có nhiều lập luận cho rằng toàn bộ câu chuyện chỉ là một trò lừa bịp, trong đó có bài báo "Một ý kiến bất đồng chính kiến" năm 1980 của nhà mật mã học Jim Gillogly, và một phân tích học thuật năm 1982 về Những giấy tờ của Beale cùng câu chuyện xoay quanh nó của Joe Nickell, sử dụng các ghi chép lịch sử để đưa ra nghi ngờ liên quan tới sự tồn tại của nhân vật Thomas J. Beale. Nickell đưa ra bằng chứng ngôn ngữ chứng minh rằng các tài liệu không thể được viết vào thời điểm mà người ta xác định (chẳng hạn như từ "stampeding" là một từ mãi về sau mới được dùng). Phân tích của ông còn cho thấy, Beale gần như chắc chắn là James B. Ward, người đã xuất bản cuốn sách nhỏ vào năm 1885, đưa Những giấy tờ của Beale ra công chúng. Nickell lập luận rằng toàn bộ câu chuyện vốn là một tác phẩm hư cấu; cụ thể nó được phóng tác từ truyện ngụ ngôn về "hầm bí mật" của Hội Tam Điểm mà bản thân James B. Ward cũng là một thành viên.

## Giai thoại
Tập sách mỏng năm xuất bản năm 1885, mang tên Những giấy tờ của Beale là nguồn duy nhất của câu chuyện này. Một người Mỹ tên là Thomas J. Beale, vào đầu những năm 1800, đã tìm thấy một kho báu trong một khu mỏ ở phía bắc Nuevo México (New Mexico), thời điểm đó thuộc tỉnh Santa Fe de Nuevo México của Tây Ban Nha (ngày nay rất có thể làm một phần của Colorado). Theo cuốn sách, Beale là thủ lĩnh của một nhóm 30 quý ông ưa phiêu lưu mạo hiểm đến từ Virginia, những người đã vô tình phát hiện một mỏ cơ man vàng bạc khi đang săn bò. Họ đã dành 18 tháng để khai thác hàng nghìn pound kim loại quý, sau đó giao cho Beale nhiệm vụ vận chuyển đến Virginia và chôn ở một địa điểm an toàn. Sau nhiều chuyến tích lũy kho báu bí mật, Beale quyết định mã hóa ba tin nhắn có nội dung liên quan tới vị trí, mô tả kho báu, và tên các chủ nhân kho báu cũng như người thân của họ. Vị trí kho báu, theo truyền thống, được cho là nằm ở đâu đó tại Montvale thuộc quận Bedford, Virginia.
Beale đặt các bản mã cùng một số giấy tờ khác vào trong một chiếc hộp sắt. Năm 1822, ông giao chiếc hộp này cho một chủ quán trọ ở Lynchburg tên là Robert Morriss. Beale dặn Morris không được mở chiếc hộp trừ khi trong vòng 10 năm, Beale hoặc người của ông không thể trở về sau cuộc hành trình. Chỉ vài tháng sau, Beale gửi một lá thư từ St. Louis cho Morriss, hứa với ông rằng một người bạn ở St. Louis của Beale sẽ gửi khóa mã tới cho Morriss. Thế nhưng, điều này không bao giờ trở thành hiện thực. Đến năm 1845, Morriss mới mở hộp. Bên trong chiếc hộp, Morriss tìm thấy hai bức thư đọc được rõ ràng của Beale, và một số trang bản mã được chia thành Tờ giấy số "1", "2" và "3". Moriss không gặp may trong quá trình giải mã và nhiều thập kỷ sau, đành để lại chiếc hộp và những vật phẩm bên trong cho một người bạn giấu tên.
Sau đó, người bạn này sử dụng ấn bản Tuyên ngôn độc lập Hoa Kỳ làm khóa mã cho bản mã thứ hai và đã giải mã thành công, biết được phần mô tả về kho báu bị chôn giấu. Vì bất lực trong việc phá giải nốt hai bản mã còn lại, ông công khai các bức thư cũng các bản mã trong cuốn sách nhỏ Những giấy tờ của Beale, được một người bạn khác có tên James B. Ward phát hành vào năm 1885.

Ward không phải là "bạn". Người ta gần như không thể theo dõi Ward trong các hồ sơ địa phương, ngoại trừ việc từng có một người đàn ông có tên như vậy, sở hữu ngôi nhà từng thuộc về Sarah Morriss, người được xác định là vợ của Robert Morriss, qua đời ở tuổi 77 vào năm 1863. James B. Ward cũng được ghi nhận là thành viên cấp cao của Hội Tam Điểm vào năm 1863. 

Bản mã thứ nhất của Beale
Bản mã thứ hai của Beale (đã giải mã)
Bản mã thứ ba của Beale

## Thông điệp đã giải mã
Bản rõ của Tờ giấy số "2" đã được giải mã, có nội dung như sau: 
Tôi đã để kho báu ở quận Bedford, cách Bulford khoảng 4 dặm, trong một cái hố hay hầm ở sâu dưới lòng đất khoảng 6 bộ, các điều khoản dưới đây, cùng thuộc về một người có tên trong Tờ giấy số "3", gồm:
Kho thứ nhất chứa 1,014 pound vàng và 3,812 pound bạc, được nhập kho vào tháng 11 năm 1819. Kho thứ hai được làm vào tháng 12 năm 1821 bao gồm 1,907 pound vàng và 1,288 pound bạc; còn có cả đá quý đổi ra từ bạc ở St. Louis để vận chuyển cho an toàn, trị giá 13,000 đô la Mỹ.

Tất cả của cải trên được để trong những thùng sắt, nắp đậy bằng sắt. Hầm được lát thô bằng đá và các thùng đựng đặt trên đá, thùng nọ nằm trên thùng kia. Tờ giấy số "1" chứa mô tả chính xác vị trí của hầm nên tìm ra nó không có khó khăn gì. 
Bản mã thứ hai có thể giải mã khá dễ dàng bằng cách sử dụng bất kỳ bản sao nào của Tuyên ngôn Độc lập Hoa Kỳ, nhưng cần phải sửa một số lỗi chính tả. Để giải mã nó, người ta tìm từ tương ứng với số (ví dụ: số đầu tiên là 115, và từ thứ 115 trong bản Tuyên ngôn là "instituted"), và lấy chữ cái đầu tiên của từ đó (trong trường hợp ví dụ, đó là chữ "I").
Beale đã dùng một bản sao Tuyên ngôn Độc lập Hoa Kỳ khác với bản gốc. Để có được thông điệp ẩn chính xác, bản tuyên ngôn gốc phải được sửa theo 5 ý sau:
- sau từ thứ 154 ("institute") và trước từ thứ 157 ("laying"), phải thêm một từ (có thể là từ "a")
- sau từ thứ 240 ("invariably") và trước từ thứ 246 ("design"), phải xóa bớt một từ
- sau từ thứ 467 ("houses") và trước từ 495 ("be"), phải xóa bớt mười từ
- sau từ thứ 630 ("eat") và trước từ thứ 654 ("to"), phải xóa bớt một từ
- sau từ thứ 677 ("foreign") và trước từ thứ 819 ("valuable"), phải xóa bớt một từ

Hơn nữa:
- Chữ cái đầu tiên ở từ thứ 811 của bản tuyên ngôn gốc đã sửa đổi ("fundamentally") luôn được Beale sử dụng như một chữ "y"
- Chữ cái đầu tiên ở từ thứ 1,005 của bản tuyên ngôn gốc đã sửa đổi ("have") luôn được Beale sử dụng như một chữ "x"

Cuối cùng, trong bản rõ được giải mã vẫn tồn tại 4 lỗi, có thể do nhầm lẫn trong quá trình phiên mã:
- 84 (phải là 85) 63 43 131 29... consistcd ("consisted")
- 53 (phải là 54) 20 125 371 38... rhousand ("thousand")
- ... 84 (phải là 85) 575 1005 150 200... thc ("the")
- ... 96 (phải là 95) 405 41 600 136... varlt ("vault")

### Giá trị
Theo phần kiểm kê của bản mã thứ hai, tổng trọng lượng của kho báu là khoảng 3 tấn. Bao gồm khoảng 35,052 ounce tơrôi vàng, 61,200 ounce tơrôi bạc (lần lượt trị giá tương ứng khoảng 42 triệu đô la Mỹ và 1 triệu đô la Mỹ vào tháng 1 năm 2017) cùng với đồ trang sức trị giá khoảng 220,000 đô la Mỹ vào năm 2017.

## Tính xác thực
Đã có những tranh luận đáng kể xoay quanh việc liệu hai bản mã chưa được phá giải là thật hay chỉ đơn thuần là một trò lừa bịp. Vào cuối những năm 1960, Carl Hammer, một nhà nghiên cứu đến từ Sperry Univac, đã sử dụng các siêu máy tính để phân tích các mật mã và phát hiện ra rằng trong khi chúng được mã hóa sơ sài thì hai bản mã bí ẩn lại không thể hiện những kiểu mẫu về các con số được chọn ngẫu nhiên như người ta vẫn tiên liệu, và có lẽ là mã hóa của một văn bản dễ hiểu. Những nghi vấn khác thì liên quan tới tính xác thực của chủ nhân cuốn sách nhỏ. Theo lời của một nhà nghiên cứu "Đối với tôi, câu chuyện về cuốn sách nhỏ đầy dấu hiệu của sự giả tạo... không có chứng cứ nào lưu lại lời của tay tác giả vô danh rằng ông ta từng sở hữu những tài liệu mã hóa."
Bối cảnh câu chuyện trong cuốn sách có vài điểm bất minh, chủ yếu được dựng nên từ các bằng chứng gián tiếp hoặc thông qua lời kể.
- Các nhà mật mã học khẳng định, hai bản mã còn lại có các đặc điểm thống kê cho thấy rằng chúng không thể là mã hóa của một văn bản tiếng Anh.[12][13] Như Carl Hammer từng chỉ ra, các chuỗi chữ cái như abfdefghiijklmmnohpp dù không phải là ngẫu nhiên,[10] nhưng cũng không phải là tiếng Anh.
- Những người khác cũng đặt ra câu hỏi về việc tại sao Beale lại cất công viết tới ba bản mã khác nhau (hoặc ít nhất hai trong số đó là khóa mã, nếu không phải là mật mã) để mã hóa một thông điệp duy nhất ngay từ đầu,[14] đặc biệt là nếu ông muốn đảm bảo người thân của nhóm chủ nhân kho báu có thể nhận được phần của họ (vì với những nội dung trong hai bản mã đầu tiên, không cần thiết phải giải bản mã thứ ba).[10]
- Khi phân tích ngôn ngữ mà tác giả cuốn sách đã sử dụng (cách dùng dấu câu, mệnh đề tương đối, động từ nguyên thể, liên từ,v.v.), người ta phát hiện ra những mối tương quan đáng kể với văn phong các bức thư của Beale, bao gồm cả bản rõ của mật mã thứ hai. Điều này đề cập tới khả năng chúng đều được viết bởi cùng một người.[3]
- Các bức thư chứa một vài từ, chẳng hạn như từ "improvise" không được sử dụng trong tiếng Anh trước những năm 1820,[15] nhưng có trong tiếng Pháp từ năm 1786 ở khu vực New Orleans;[16] hay như từ stampede (tiếng Tây Ban Nha) "một cuộc náo loạn".[17] Từ "stampeding" của Beale, dường như xuất hiện lần đầu trên bản in tiếng Anh vào năm 1832,[18] nhưng đã được sử dụng trong giai đoạn 1786-1823 ở New Orleans, bằng tiếng Pháp và tiếng Tây Ban Nha.[3]
- Việc bản mã thứ hai mô tả kho báu đã được giải mã, trong khi các bản mã còn lại thì không, cho thấy một âm mưu khuyến khích mọi người lao vào giải mã hai bản mã kia, chỉ để phát hiện ra chúng là một trò lừa bịp. Ngoài ra, giá bán ban đầu của cuốn sách nhỏ là 50 xu, một mức giá cao vào thời điểm đó (tương đương với 14,23 đô la Mỹ ngày nay, nếu tinh chỉnh lạm phát), và tác giả cũng viết rằng ông mong đợi "một lượng phát hành rộng rãi".
- Bản mã thứ ba dường như quá ngắn để liệt kê tên họ hàng của ba mươi cá nhân.[10]
- Nếu Tuyên ngôn Độc lập được sử dụng làm khóa cho bản mã đầu tiên, thì nó sẽ đem đến các chuỗi chữ cái như abfdefghiijklmmnohpp.[19] Theo Hiệp hội Mật mã Hoa Kỳ, khả năng các chuỗi như vậy tình cờ xuất hiện nhiều lần trong một bản mã là ít hơn một phần một trăm triệu triệu.[19] Mặc dù có thể hình dung rằng bản mã đầu tiên được sử dụng như một dấu hiệu, cho phép người giải mã biết rằng họ đã "đi đúng hướng" cho một hoặc nhiều bản mã tiếp theo, nhưng như vậy là thừa, vì sự thành công của khóa mã khi giải bản mã thứ hai sẽ tự cung cấp dấu hiệu tương tự.
- Người được cuốn sách nhỏ miêu tả, Robert Morriss, nói rằng ông đang điều hành khách sạn Washington vào năm 1820. Tuy nhiên, các hồ sơ đương đại cho thấy Moriss chỉ bắt đầu có được vị trí đó sớm nhất là từ năm 1823.[20]

Đã có vô vàn nỗ lực phá giải các bản mã còn lại. Hầu hết người ta đã thử nhiều văn bản lịch sử làm khóa mã (ví dụ, Magna Carta, các quyển Kinh Thánh, Hiến pháp Hoa Kỳ và Hiến chương Hoàng gia Virginia), khi giả sử rằng các bản mã được tạo ra từ một vài mật mã sách khác nhau, thế nhưng tất cả đều thất bại. Việc giải mã thành công có khi phụ thuộc vào cơ hội ngẫu nhiên (chẳng hạn như may mắn tìm thấy một khóa mã sách nếu hai bản mật mã kia thực sự là mật mã sách); cho đến nay, kể cả những nhà phân tích mật mã lành nghề nhất cũng không thể làm nên chuyện. Tất nhiên, Beale có thể đã sử dụng một văn bản mà anh ta tự viết cho một hoặc cả hai khóa mã còn lại. Cũng có khả năng, Beale dùng một tài liệu đang sở hữu hoặc các kí tự ngẫu nhiên để dẫn tới một nguồn thứ ba. Trong cả hai trường hợp kể trên, việc tìm khóa mã là bất khả thi.

### Sự tồn tại của Thomas J. Beale
Người ta tìm thấy hai người có tên Thomas Beale ở Connecticut và New Hampshire trong cuộc Điều tra dân số Hoa Kỳ vào năm 1810. Tuy nhiên, bản liệt kê của cuộc điều tra năm 1810 bị thiếu hoàn toàn bảy tiểu bang, một vùng lãnh thổ, Đặc khu Columbia và 18 quận thuộc Virginia. Điều tra dân số năm 1820 xuất hiện hai cái tên Thomas Beale, người đầu tiên là một đại úy ở Louisiana, từng tham gia trận chiến New Orleans 1815, và người còn lại thì ở Tennessee. Ngoài ra còn có Thomas K. Beale ở Virginia. Tuy nhiên, bản liệt kê dân số này cũng bị thiếu ba tiểu bang và một vùng lãnh thổ.
Trước năm 1850, Điều tra dân số Hoa Kỳ chỉ ghi lại tên của chủ hộ; những người khác trong gia đình thì chỉ được đếm khẩu. Beale nếu thực sự tồn tại, có thể đã sống trong gia đình của một chủ hộ có tên khác.
Ngoài ra, danh sách khách hàng của Sở Bưu điện St. Louis năm 1820 cũng có một người đàn ông tên "Thomas Beale". Theo cuốn sách nhỏ, Beale đã gửi một bức thư từ St. Louis vào năm 1822.
Khoảng năm 1820, từng tồn tại một truyền thuyết của người Cheyenne, kể về hoạt động chôn cất vàng bạc được khai thác từ miền Tây tại các vùng núi phía Đông.

### Quyền tác giả được cho là của Edgar Allan Poe
Edgar Allan Poe từng được đề xuất là tác giả thực sự của cuốn sách nhỏ vì niềm đam mê của ông với mật mã. Poe nổi tiếng vì đăng lời mời giả mã các mật mã mà ông từng giải quyết trên tờ báo Philadelphia Alexander's Weekly (Express) Messenger. Năm 1843, ông sử dụng một mật mã làm đối tượng dẫn dắt cốt truyện cho truyện ngắn "The Gold-Bug" của mình. Từ năm 1820, Poe cũng sinh sống ở Richmond, Virginia, vào thời điểm Beale được cho là đã gặp mặt Morriss. Tháng 2 năm 1826, Poe đăng ký làm sinh viên tại Đại học Virginia ở Charlottesville. Tháng 4 năm 1827, ông buộc phải chuyển đến Boston vì nợ nần chồng chất.
Tuy nhiên, các nghiên cứu và sự kiện đã làm suy yếu khả năng Poe là tác giả. Ông mất vào năm 1849 trước khi Những giấy tờ của Beale được xuất bản lần đầu tiên vào năm 1885. Cuốn sách nhỏ cũng đề cập tới cuộc Nội chiến Hoa Kỳ năm 1861. William Poundstone, một tác giả người Mỹ theo chủ nghĩa hoài nghi, đã thực hiện phân tích văn phong của cuốn sách nhỏ trong tác phẩm Biggest Secrets (1983) và nhận thấy rằng văn xuôi của Poe khác biệt đáng kể so với cấu trúc ngữ pháp mà tác giả viết cuốn Những giấy tờ của Beale đã sử dụng.

## Nỗ lực tìm kiếm
Bất chấp tính xác thực của bộ mật mã Beale, các thợ săn kho báu vẫn không nản lòng, quyết truy tìm bằng được kho tiền. "Thông tin" về việc có kho báu bị chôn giấu ở quận Bedford đã kích thích người ta lao vào nhiều cuộc thám hiểm với xẻng và các dụng cụ khai quật khác, tìm kiếm các địa điểm chôn cất khả dĩ. Trong hơn một trăm năm, nhiều cá nhân đã bị bắt vì tội xâm phạm và đào xới trái phép; một số bị bắt theo nhóm như trường hợp của những người đến từ Pennsylvania vào những năm 1990.
Vài cuộc khai quật đã được tiến hành trên đỉnh núi Porter, một trong số đó diễn ra vào những năm 1980 dưới sự cho phép của chủ sở hữu khu đất, miễn là bất kỳ kho báu giá trị nào được tìm thấy cũng phải chia theo tỷ lệ 50/50. Tuy nhiên, các thợ săn kho báu chỉ thu được những món đồ tạo tác từ thời Nội chiến. Họ xem như hòa vốn khi đem giá trị những hiện vật này so với thời gian bỏ công sức và tiền thuê mướn thiết bị.

## Sự quan tâm của phương tiện truyền thông
Câu chuyện trở thành chủ đề của nhiều bộ phim tài liệu truyền hình, chẳng hạn như loạt Mysteries của Anh quốc, một phân đoạn trong tập đặc biệt thứ bảy của Unsolved Mysteries; và tập Declaration of Independence của chương trình Brad Meltzer's Decoded, chiếu trên kênh History Channel TV vào năm 2011. Ngoài ra nó còn xuất hiện trong một số cuốn sách và hoạt động Internet đáng kể. Năm 2014, chương trình truyền hình The Numbers Game của National Geographic đã gọi mật mã Beale là một trong những mật mã mạnh nhất từng được tạo ra. Năm 2015, loạt phim Myth Hunters của UKTV (còn được gọi là Raiders of the Lost Past) đã dành một tập phim của mùa thứ 3 cho chủ đề này. Cũng trong năm 2015, loạt phim Expedition Unknown của Josh Gates đã đến thăm Bedford để điều tra mật mã của Beale và thử tìm kiếm kho báu.
Cuốn sách năm 1999 của Simon Singh, The Code Book, dành một chương để giải thích bí ẩn về mật mã Beale.
Năm 2010, bộ phim hoạt hình ngắn có tựa đề The Thomas Beale Cipher, liên quan tới mật mã Beale, được sản xuất và giành giải thưởng.
Nhiều thông tin liên quan đến vụ việc cũng được mô tả trên các trang mạng xã hội.